# Enchapado en tamo

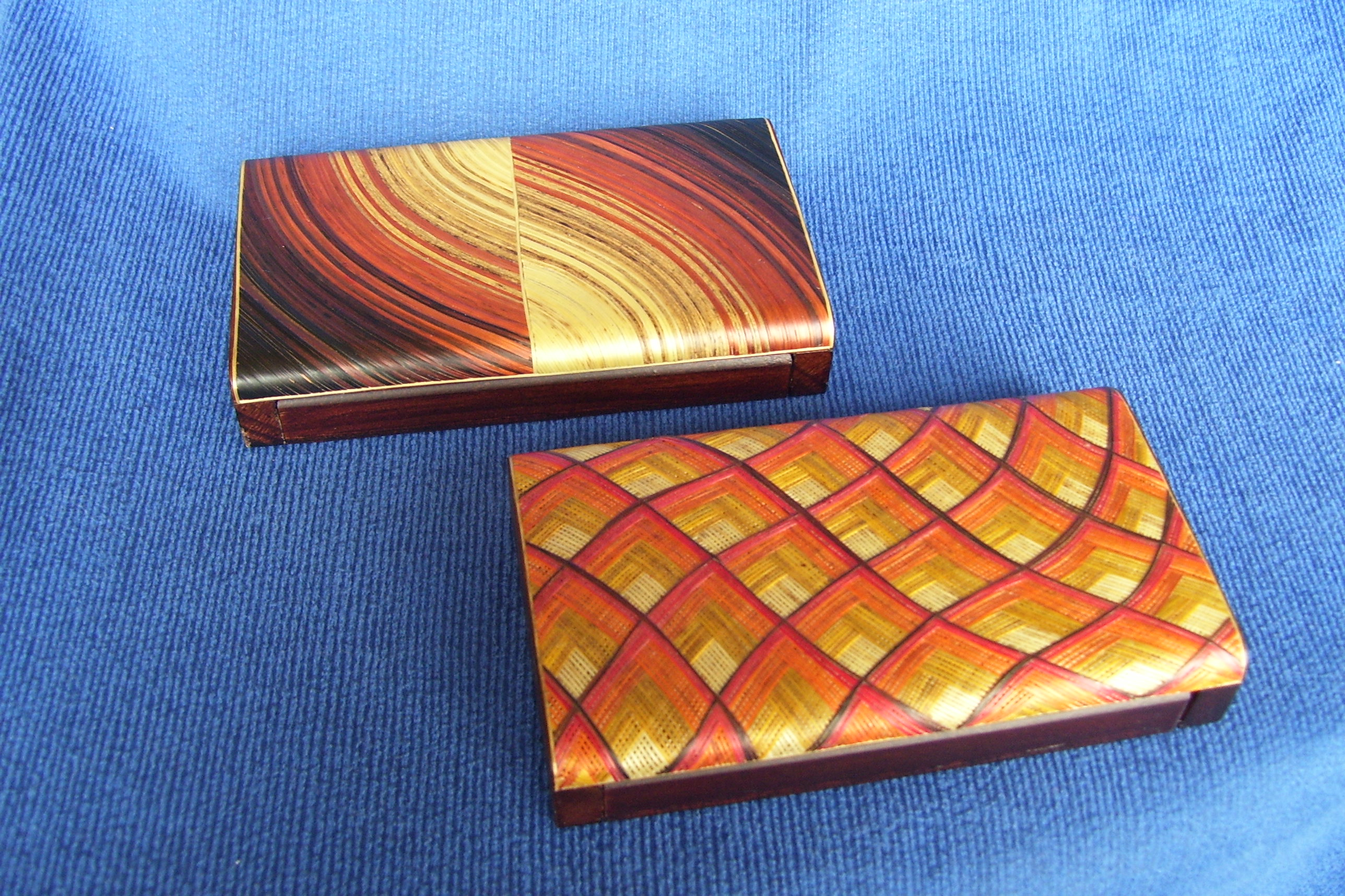
Tarjeteros de madera enchapados con tamo.

El enchapado en tamo o con paja, es una técnica artesanal de ornamentación, característica de la ciudad de San Juan de Pasto en el sur de Colombia, consistente en el uso de delgadas laminas vegetales coloreadas obtenidas de la paja de cereales, con las cuales se cubren total o parcialmente superficies de objetos de madera formando dibujos y figuras bajo esquemas previamente diseñados.

## Usos
La técnica se usa para el revestimiento decorativo de toda clase de objetos de madera, como cofres, platos, tazones, bandejas, bomboneras o ánforas y floreros o figuras, entre otros. 

## Proceso

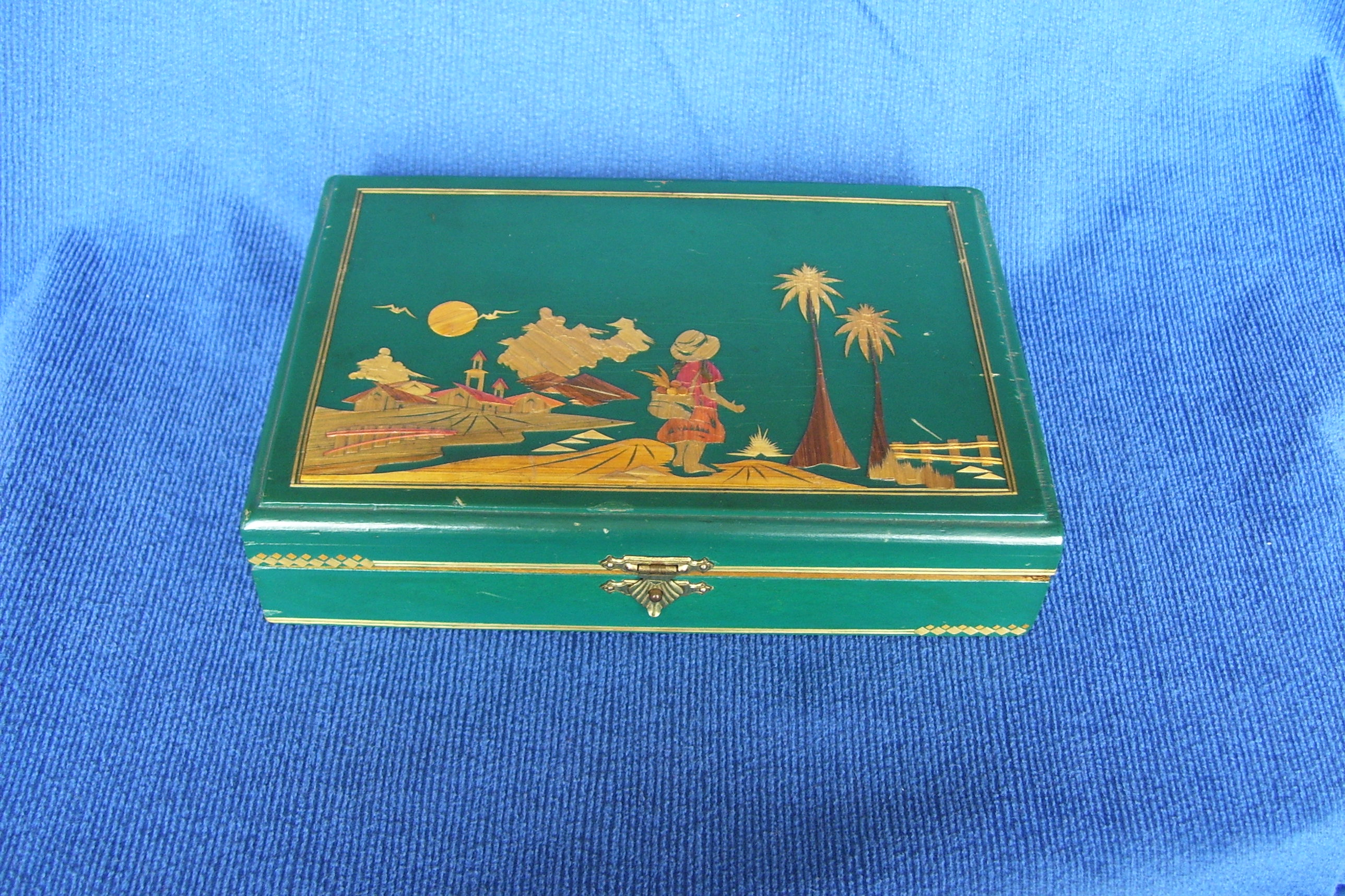
Cajita de madera para guardar fichas, decorada con tamo.

La paja de trigo principalmente, o de cebada y arroz, se seca y se somete al proceso de coloreado mediante calor consiguiendo las diversas gamas entre el color natural de la paja y el color café oscuro. También se colorea con tintes según el diseño para el que se vayan a usar. Luego, mediante un bisturí se parte a lo largo para obtener delgadas láminas con cuyos fragmentos el artesano va creando en la superficie escogida intrincados dibujos y texturas, o paisajes y arabescos o motivos florales. Las bases sobre las cuales se decoran son barnizadas con anilinas industriales y para los acabados se emplean lacas catalizadas.
Es una técnica que requiere gran paciencia, precisión y delicadeza por la fragilidad del material.
El resultado, sobre todo con los diseños geométricos, es similar al de la marquetería o taracea, solo que en el caso del enchapado en tamo no hay incrustación en la superficie de base sino que los fragmentos o laminillas del tamo son fijados con adhesivos o pegantes.
- Datos: Q5643163